# Заморин

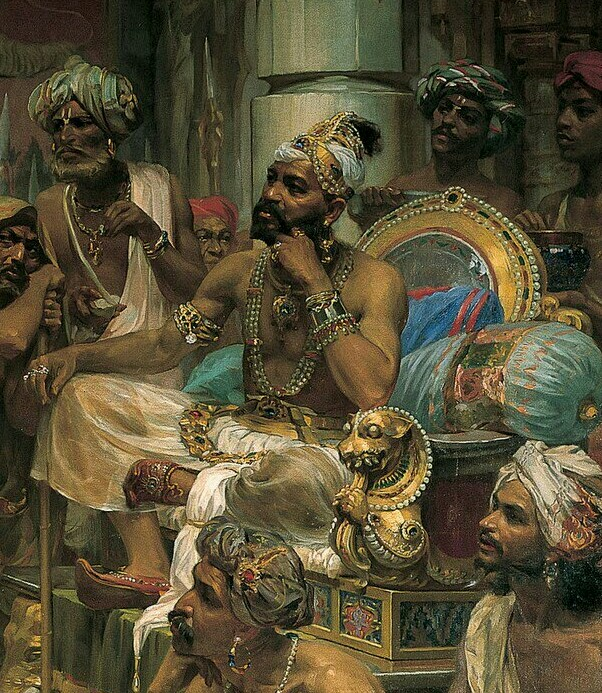
Заморин Кожикоде (1495—1500) на своєму троні як намалював Велосо Сальгадо в 1898 році

Увага:  Не вказане значення "common_name"

Заморин (порт. Samorim, нід. Samorijn, кит.: Shamitihsi, англ. Samoothiri, Zamorin, малаял. സാമൂതിരി) — спадковий титул, що його носили правителі в Калікуті, державі на півдні Індії, тепер це територія штату Керала. Заморини правили з XII по XVIII сторіччя й були головною силою в регіоні в середні віки. З часів династії Чера заморини були єдиною силою, здатною об'єднати всі розрізнені князівства Керала. 1766 року князівство Майсур на чолі з Гайдар Алі розбило заморіна, залежного від Британської Ост-Індської компанії в той час, і остаточно завоювало його території. Після Третьої майсурської війни (1790—1792) Малабар потрапив під контроль Компанії. Пізніше статус заморінів як незалежних правителів був змінений на статус пенсіонерів Компанії (1806).